# Travailleur indépendant
« Freelance » redirige ici. Pour les autres significations, voir Freelance (homonymie).
Un travailleur indépendant, ou travailleur autonome au Canada, est à la fois entrepreneur, propriétaire (de ses moyens de production) et son propre employé (sans être pour autant salarié). Il est maître de ses décisions concernant son travail mais doit toutefois s'adapter aux demandes de sa clientèle.
Le terme anglais « freelance » est aussi utilisé, notamment dans les services intellectuels.
La progression du nombre de travailleurs indépendants dans les sociétés occidentales depuis le milieu des années 2000 transforme le marché du travail,.

## Phénomène du freelancing
Parmi les travailleurs indépendants se trouvent de plus en plus de freelances qui opèrent en particulier dans le domaine des services intellectuels.
La progression du nombre de freelances dans les sociétés occidentales est considérée comme un phénomène de société aux conséquences multiples sur le marché du travail,. 
En France, en 2019, 90 % des freelances déclarent avoir choisi ce statut et 88 % ne souhaitent pas revenir à une activité salariée à temps plein. 
En 2020, on compte près de 1,2 million de freelances en France. En dix ans, cela représente une augmentation de 110 %.

## Chiffres liés au travail indépendant

### Dans le monde
Le cabinet McKinsey estime que 20 à 30 % de la population en âge de travailler aux États-Unis et en Europe (162 millions de personnes) tirerait ses revenus en indépendant (au sens large, professions libérales incluses).

### En Europe
Selon l'EFIP, le nombre de freelances s'établirait à 9 millions en Europe, soit environ 25 % des actifs.

### En France
Le nombre de travailleurs indépendants en France est évalué à 3,1 millions par l'INSEE en 2016, soit 12 % des personnes en emploi. 
L'INSEE, dans un « panorama de l’emploi et des revenus des non-salariés », détaille au 31 décembre 2017 les chiffres des indépendants. 

## Aspects juridiques et administratifs
En Europe, il existe quelques organisations de défense des travailleurs indépendants, dont la Confédération européenne des indépendants, plus ou moins reconnues par les instances européennes, qui jouent généralement un rôle de groupe de pression.

### En France
Le travailleur indépendant doit être enregistré en tant qu'entreprise, puisqu'il émet des factures. Certaines activités ont leur régime particulier, mais dans la plupart des cas il peut opter principalement entre deux statuts : l'entreprise individuelle ou la société. Il peut aussi s'associer avec son prestataire dans une société en participation (SEP). L'entreprise individuelle est plus simple à gérer qu'une société, mais implique pour le travailleur indépendant d'être responsable sur ses biens propres des dettes, alors qu'avec une société seul le capital garantit les dettes. Le régime le plus répandu d'entreprise individuelle est celui du micro-entrepreneur. Ce régime n'est pas une forme en tant que tel, et ne doit pas être confondu avec la micro-entreprise au sens de l'INSEE. Il permet de bénéficier de modalités simplifiées de déclarations et de paiements des cotisations sociales auprès de l'URSSAF, et des impôts auprès des Finances Publiques.
Le régime social des indépendants gère la protection sociale obligatoire du travailleur indépendant : retraite, prévoyance et remboursement des frais de santé. La responsabilité civile professionnelle du freelance est engagée, directement sur ses biens personnels. Il est responsable au remboursement des dettes ou des conséquences des préjudices qu’il pourrait occasionner à autrui ou à ses clients pendant l’exercice de son activité professionnelle.
Un journaliste, pigiste occasionnel ou journaliste permanent, ne peut être rémunéré comme travailleur indépendant, il est nécessairement salarié (loi Cressard). Dès lors, pour que Pôle emploi détermine la quotité de travail (proportion de temps partiel jusqu'à temps plein) le pigiste ou journaliste doit présenter des attestations d'employeur comportant des décomptes mensuels d'heures travaillées, de jours travaillés et de jours de congés payés.
De même un artiste est soumis à des conventions (d'origine syndicale) spécifiques qui impliquent qu'il soit produit et au régime des intermittents qui mêlent rémunération au cachet et règles d'indemnisations. Dès lors on ne parle plus de « travailleur indépendant ».
Cependant, pour se simplifier grandement l'aspect administratif, certains choisissent le portage salarial, c'est par exemple le cas des développeurs, qui induit soit de rémunérer une société de portage, soit de trouver une société portant gracieusement, ou en échange d'un loyer ou d'un droit de préférence.

### Au Québec
Bien qu'il n'existe pas de législation québécoise qui porte spécifiquement sur les faux indépendants, les tribunaux ont développé une jurisprudence sur ce sujet, laquelle est liée au lien de subordination de l'article 2085 du Code civil du Québec. Par exemple, dans l'arrêt Betanzos c. Premium Sound "N" Picture Inc, la Cour supérieure conclut que M. Betanzos est un salarié de l'entreprise en raison de son lien de subordination et de sa dépendance économique envers son entreprise, malgré le fait que son contrat le catégorisait comme travailleur autonome. Dans l'arrêt Gaston Breton Inc. c. L'Union des routiers, brasseries, liqueurs douces et ouvriers de diverses industries, local 1999 , le tribunal conclut que les distributeurs-vendeurs font partie des salariés de l'entreprise et sont liés par un contrat de travail plutôt que par un contrat d'entreprise, malgré ce qu'affirme leur contrat.

### En Suisse
Pour être reconnu comme indépendant, un freelance doit déposer un dossier auprès d'une caisse de compensation AVS. C’est la caisse de compensation AVS qui, après examen du dossier de l’indépendant, décidera ou non d'octroyer le statut d’indépendant. Pour cela, le freelance doit notamment démontrer qu'il supporte le risque économique de son activité ainsi que le risque de réputation. Il doit par ailleurs montrer une indépendance financière envers ses clients, c’est-à-dire démontrer qu’il ne dépend pas d’un client en particulier.
La forme juridique relative au statut d’indépendant est la raison individuelle. Les raisons individuelles sont considérées comme des sociétés de personnes, à la différence des sociétés de capitaux. Il s’agit de la forme juridique la plus commune en Suisse selon Office fédéral de la statistique.
Les indépendants sont soumis aux cotisations sociales de l’AVS (1er pilier). Ces cotisations sont progressives en fonction des revenus générés par l’activité indépendante. 
Les indépendants payent leur impôts au travers de leur déclaration d'impôts annuelle, le montant des impôts en Suisse est calculé selon un système à 3 niveaux : fédéral, cantonal et communal. Le taux d'impôt au niveau fédéral est de 8,5 % sur les bénéfices nets. Le taux d'imposition au niveau cantonal et communal varient en fonction du siège.